# Dúhy
Dúhy je jedenácté studiové album Miroslava Žbirky, které v roce 2005 vydalo hudební vydavatelství Universal Music.

## Seznam skladeb
1. „Niečo vymyslím“
2. „Kráľovná rannej krásy“
3. „Někdy stačí dát jen dech“
4. „Smútok“
5. „Už viem“
6. „Láskoliek“
7. „Mne sa páči“
8. „Domino“
9. „Čaj o piatej“
10. „Dúhy“
11. „Watch you sleep“
12. „Stále idem za tebou“
13. „Dievča mojich snov“
14. „Popolavá“
15. „Tajnosľubná“
16. „You´re not around“